# Mapfre-Williams
Mapfre-Williams war ein Formel-1-Team, das nur zu einem Rennen gemeldet wurde. Es erschien beim Großen Preis von Spanien 1976 und scheiterte dort schon an der Qualifikation. Initiator des Teams war der spanische Rennfahrer Emilio Zapico, organisiert wurde es von Frank Williams. Hauptsponsor war der spanische Versicherungskonzern Mapfre.

## Hintergrund
Emilio Zapico nahm in den frühen 1970er-Jahren in erster Linie an Touren- und Sportwagenrennen teil. Einsätze im Monoposto-Sport gab es bis 1976 nicht. Erst ein privater Kontakt zu Frank Williams zu Beginn des Jahres 1976 brachte Zapico in die Formel 1.
Frank Williams war mit seinem Rennstall Frank Williams Racing Cars seit 1969 in der Formel-1-Weltmeisterschaft engagiert, hatte aber nur wenige Erfolge erzielt. Das Team befand sich seit den frühen 1970er-Jahren in einer wirtschaftlichen Schieflage, die sich 1975 verschärfte. Am Ende des Jahres verkaufte Williams sein Team an den kanadisch-österreichischen Unternehmer Walter Wolf, der es finanziell gut ausstattete und mit hinzugekauften Autos von Hesketh konkurrenzfähig zu machen versuchte. Wolf kaufte drei 1975er Hesketh 308C und setzte sie ohne wesentliche Änderungen 1976 unter der Bezeichnung Williams FW05 ein. Frank Williams blieb im Angestelltenverhältnis als Wolfs Stellvertreter im Team, war aber mit seiner Rolle als „dogsbody“ („Mädchen für alles“) und vor allem dem Verlust seiner Unabhängigkeit unzufrieden. Als Wolf den Namen des Teams im April 1976 von Williams in Walter Wolf Racing änderte, kam es zu einer Auseinandersetzung zwischen dem alten und dem neuen Inhaber.
Frank Williams nutzte Zapicos Interesse an der Formel 1, um sich persönlichen Freiraum von Walter Wolf zu verschaffen. Er stellte Zapico für den Großen Preis von Spanien, der im Mai 1976 auf dem Circuito del Jarama stattfand, einen Williams FW04 zur Verfügung, der im Vorjahr von Jacques Laffite gefahren worden war und seit dem Beginn der aktuellen Saison nicht mehr vom Team verwendet wurde. Zapico meldete das Auto für das nach seinem Geldgeber benannte Team Mapfre-Williams, das formal eigenständig war, organisatorisch aber gar nicht existierte. Die Mechaniker des Wolf-Teams, die unter Frank Williams’ Leitung in Jarama Walter Wolfs FW05 für die Werksfahrer Jacky Ickx und Michel Leclère vorbereiteten, arbeiteten auch an Zapicos FW04. Frank Williams vermied es allerdings, diesen Zusammenhang vor Walter Wolf offenzulegen.

## Renneinsatz
Emilio Zapicos Williams FW04 entsprach technisch dem Entwicklungsstand des Jahres 1975. Für das Rennen in Spanien hatte der Wagen keinerlei Entwicklungsarbeit erfahren. Als Antrieb diente, wie Mitte der 1970er-Jahre üblich, ein Achtzylinder-Saugmotor von Cosworth (Typ DFV). Zapicos Auto war in Spanien abweichend von den schwarzen Wolf-Werksautos dunkelblau lackiert. Neben den Werbeaufklebern von Mapfre trug das Auto Sticker der Rennsportausrüster Goodyear (Reifen), Duckhams (Motoröl) und Ferodo (Bremsen).
Zapico bestritt alle Trainingsläufe zum Großen Preis von Spanien in dem Williams FW04. Seine beste Rundenzeit betrug 1.22.22 Minuten. Er lag damit 3,7 Sekunden über der Pole-Zeit von James Hunt im McLaren M23 und 0,7 Sekunden über der Zeit von Larry Perkins, der im Boro den 24. und letzten Startplatz belegte. Sein Abstand zu Michel Leclère, dem langsameren der beiden Wolf-Werksfahrer, betrug eine Sekunde. Zapico war damit zum Rennen nicht zugelassen. Er trat nie wieder bei einem Formel-1-Rennen an. Auch das Team Mapfre-Williams wurde nicht wieder gemeldet.

## Rennergebnisse
| Fahrer                           | Startnummer                      | 1 | 2 | 3 | 4   | 5 | 6 | 7 | 8 | 9 | 10 | 11 | 12 | 13 | 14 | 15 | 16 | Punkte | Rang |
| -------------------------------- | -------------------------------- | - | - | - | --- | - | - | - | - | - | -- | -- | -- | -- | -- | -- | -- | ------ | ---- |
| Automobil-Weltmeisterschaft 1976 | Automobil-Weltmeisterschaft 1976 |   |   |   |     |   |   |   |   |   |    |    |    |    |    |    |    | 0      | -    |
| E. Zapico                        | 25                               |   |   |   | DNQ |   |   |   |   |   |    |    |    |    |    |    |    | 0      | -    |

| Legende  | Legende            | Legende                                                          |
| Farbe    | Abkürzung          | Bedeutung                                                        |
| -------- | ------------------ | ---------------------------------------------------------------- |
| Gold     | –                  | Sieg                                                             |
| Silber   | –                  | 2. Platz                                                         |
| Bronze   | –                  | 3. Platz                                                         |
| Grün     | –                  | Platzierung in den Punkten                                       |
| Blau     | –                  | Klassifiziert außerhalb der Punkteränge                          |
| Violett  | DNF                | Rennen nicht beendet (did not finish)                            |
| Violett  | NC                 | nicht klassifiziert (not classified)                             |
| Rot      | DNQ                | nicht qualifiziert (did not qualify)                             |
| Rot      | DNPQ               | in Vorqualifikation gescheitert (did not pre-qualify)            |
| Schwarz  | DSQ                | disqualifiziert (disqualified)                                   |
| Weiß     | DNS                | nicht am Start (did not start)                                   |
| Weiß     | WD                 | zurückgezogen (withdrawn)                                        |
| Hellblau | PO                 | nur am Training teilgenommen (practiced only)                    |
| Hellblau | TD                 | Freitags-Testfahrer (test driver)                                |
| ohne     | DNP                | nicht am Training teilgenommen (did not practice)                |
| ohne     | INJ                | verletzt oder krank (injured)                                    |
| ohne     | EX                 | ausgeschlossen (excluded)                                        |
| ohne     | DNA                | nicht erschienen (did not arrive)                                |
| ohne     | C                  | Rennen abgesagt (cancelled)                                      |
| ohne     | keine WM-Teilnahme |                                                                  |
| sonstige | P/fett             | Pole-Position                                                    |
| sonstige | 1/2/3/4/5/6/7/8    | Punktplatzierung im Sprint-/Qualifikationsrennen                 |
| sonstige | SR/kursiv          | Schnellste Rennrunde                                             |
| sonstige | *                  | nicht im Ziel, aufgrund der zurückgelegten Distanz aber gewertet |
| sonstige | ()                 | Streichresultate                                                 |
| sonstige | unterstrichen      | Führender in der Gesamtwertung                                   |